# Nederlandse kampioenschappen schaatsen sprint 2004
De Nederlandse Kampioenschappen Sprint 2004 werden op 3 en 4 januari gehouden in Utrecht op de ijsbaan De Vechtsebanen.
| Datum                   | Onderdeel                                                               |
| ----------------------- | ----------------------------------------------------------------------- |
| zaterdag 3 januari 2004 | 500 meter vrouwen 500 meter mannen 1000 meter vrouwen 1000 meter mannen |
| zondag 4 januari 2007   | 500 meter vrouwen 500 meter mannen 1000 meter vrouwen 1000 meter mannen |

## 500 meter, 1e run
| rang   | schaatsster         | tijd  |
| ------ | ------------------- | ----- |
| Goud   | Marianne Timmer     | 40,02 |
| Zilver | Andrea Nuyt         | 40,43 |
| Brons  | Frouke Oonk         | 40,87 |
| 4      | Yvonne Leever       | 40,91 |
| 5      | Marieke Wijsman     | 40,97 |
| 6      | Willeke van Benthem | 41,62 |
| 7      | Annamarie Thomas    | 40,66 |
| 8      | Sandra 't Hart      | 41,81 |
| 9      | Els Murris          | 41,86 |
| 10     | Esther Boer         | 42,23 |

| rang   | schaatser         | tijd  |
| ------ | ----------------- | ----- |
| Goud   | Gerard van Velde  | 36,08 |
| Zilver | Erben Wennemars   | 36,17 |
| Brons  | Alexander Oltrop  | 36,59 |
| 4      | Jan Bos           | 36,66 |
| 5      | Beorn Nijenhuis   | 36,70 |
| 6      | Simon Kuipers     | 36,82 |
| 7      | Jacques de Koning | 37,00 |
| 8      | Stefan Groothuis  | 37,27 |
| 9      | Remco Olde Heuvel | 37,41 |
| 10     | Bas Brusche       | 37,59 |

## 1000 meter, 1e run
| rang   | schaatsster         | tijd    |
| ------ | ------------------- | ------- |
| Goud   | Marianne Timmer     | 1.19,88 |
| Zilver | Annamarie Thomas    | 1.21,12 |
| Brons  | Sandra 't Hart      | 1.22,68 |
| 4      | Andrea Nuyt         | 1.22,72 |
| 5      | Frouke Oonk         | 1.22,92 |
| 6      | Els Murris          | 1.23,29 |
| 7      | Marieke Wijsman     | 1.23,46 |
| 8      | Yvonne Leever       | 1.23,68 |
| 9      | Willeke van Benthem | 1.24,30 |
| 10     | Janneke Winkel      | 1.24,84 |

| rang   | schaatser         | tijd    |
| ------ | ----------------- | ------- |
| Goud   | Gerard van Velde  | 1.11,21 |
| Zilver | Erben Wennemars   | 1.11,66 |
| Brons  | Simon Kuipers     | 1.12,13 |
| 4      | Beorn Nijenhuis   | 1.12,46 |
| 5      | Alexander Oltrop  | 1.13,24 |
| 6      | Stefan Groothuis  | 1.13,33 |
| 7      | Jan Bos           | 1.13,46 |
| 8      | Yuri Solinger     | 1.13,78 |
| 9      | Bas Brusche       | 1.14,01 |
| =      | Jacques de Koning | 1.14,33 |

## 500 meter, 2e run
| rang   | schaatsster         | tijd  |
| ------ | ------------------- | ----- |
| Goud   | Marianne Timmer     | 39,37 |
| Zilver | Andrea Nuyt         | 40,10 |
| Brons  | Frouke Oonk         | 40,58 |
| 4      | Marieke Wijsman     | 40,59 |
| 5      | Yvonne Leever       | 40,72 |
| 6      | Annamarie Thomas    | 40,77 |
| 7      | Sandra 't Hart      | 41,47 |
| 8      | Els Murris          | 41,51 |
| 9      | Willeke van Benthem | 41,77 |
| 10     | Maurine Kroon       | 42,17 |

| rang   | schaatser         | tijd  |
| ------ | ----------------- | ----- |
| Goud   | Erben Wennemars   | 36,14 |
| Zilver | Gerard van Velde  | 36,48 |
| Brons  | Jan Bos           | 36,49 |
| 4      | Alexander Oltrop  | 36,64 |
| 5      | Beorn Nijenhuis   | 36,82 |
| 6      | Simon Kuipers     | 36,83 |
| 7      | Jacques de Koning | 36,87 |
| 8      | Remco Olde Heuvel | 37,42 |
| 9      | Bas Brusche       | 37,43 |
| 10     | Yuri Solinger     | 37,44 |

## 1000 meter, 2e run
| rang   | schaatsster         | tijd    |
| ------ | ------------------- | ------- |
| Goud   | Marianne Timmer     | 1.18,83 |
| Zilver | Annamarie Thomas    | 1.20,55 |
| Brons  | Frouke Oonk         | 1.21,47 |
| 4      | Andrea Nuyt         | 1.22,14 |
| 5      | Els Murris          | 1.22,49 |
| 6      | Marieke Wijsman     | 1.22,58 |
| 7      | Sandra 't Hart      | 1.22,70 |
| 8      | Willeke van Benthem | 1.22,90 |
| 9      | Yvonne Leever       | 1.23,29 |
| 10     | Janneke Winkel      | 1.23,97 |

| rang   | schaatser         | tijd    |
| ------ | ----------------- | ------- |
| Goud   | Erben Wennemars   | 1.11,23 |
| Zilver | Gerard van Velde  | 1.11,77 |
| Brons  | Beorn Nijenhuis   | 1.12,25 |
| 4      | Simon Kuipers     | 1.12,71 |
| 5      | Alexander Oltrop  | 1.12,82 |
| 6      | Jan Bos           | 1.12,97 |
| 7      | Yuri Solinger     | 1.13,36 |
| 8      | Stefan Groothuis  | 1.14,33 |
| 9      | Jacques de Koning | 1.14,59 |
| 10     | Mark Wouda        | 1.14,99 |

## Eindklassement
| rang   | schaatsster         | 1e 500m | 1e 1000m | 2e 500m | 2e 1000m | puntentotaal |
| ------ | ------------------- | ------- | -------- | ------- | -------- | ------------ |
| Goud   | Marianne Timmer     | 1       | 1        | 1       | 1        | 158,745      |
| Zilver | Andrea Nuyt         | 2       | 4        | 2       | 4        | 162,960      |
| Brons  | Annamarie Thomas    | 7       | 2        | 6       | 2        | 163,265      |
| 4      | Frouke Oonk         | 3       | 5        | 3       | 3        | 163,645      |
| 5      | Marieke Wijsman     | 5       | 7        | 4       | 6        | 164,580      |
| 6      | Yvonne Leever       | 4       | 8        | 5       | 9        | 165,115      |
| 7      | Sandra 't Hart      | 8       | 3        | 7       | 7        | 165,970      |
| 8      | Els Murris          | 9       | 6        | 9       | 5        | 166,520      |
| 9      | Willeke van Benthem | 8       | 12       | 5       | 10       | 164,045      |
| 10     | Mireille Reitsma    | 13      | 12       | 14      | 11       | 169,530      |

Complete eindklassement vrouwen[dode link]
| rang   | schaatser         | 1e 500m | 1e 1000m | 2e 500m | 2e 1000m | puntentotaal |
| ------ | ----------------- | ------- | -------- | ------- | -------- | ------------ |
| Goud   | Erben Wennemars   | 2       | 2        | 1       | 1        | 143,530      |
| Zilver | Gerard van Velde  | 1       | 1        | 2       | 2        | 144,275      |
| Brons  | Beorn Nijenhuis   | 5       | 4        | 5       | 3        | 145,875      |
| 4      | Simon Kuipers     | 6       | 3        | 6       | 4        | 146,070      |
| 5      | Alexander Oltrop  | 3       | 5        | 4       | 5        | 146,260      |
| 6      | Jan Bos           | 4       | 7        | 3       | 6        | 146,365      |
| 7      | Jacques de Koning | 7       | 10       | 7       | 9        | 148,330      |
| 8      | Stefan Groothuis  | 8       | 6        | 11      | 8        | 148,610      |
| 9      | Yuri Solinger     | 13      | 8        | 10      | 7        | 148,790      |
| 10     | Bas Brusche       | 10      | 9        | 9       | 13       | 150,060      |

Complete eindklassement mannen